# Crematogaster laeviuscula
Crematogaster laeviuscula es una especie de hormiga acróbata del género Crematogaster, familia Formicidae. Fue descrita científicamente por Mayr en 1870.
Habita en Botsuana, Sudáfrica, México, Estados Unidos y también en el continente asiático, en Indonesia. Se ha encontrado especies a elevaciones que van desde los 2 hasta los 3000 metros de altura.
Se encuentra en sitios y áreas boscosas regeneradas y pantanosas, además en estanques y arroyos. Construye sus nidos en madera en descomposición, se alimenta de las plantas que se encuentran en el suelo y sube a las copas de los árboles. Además se encuentra en varios microhábitats como rocas, en Quercus virginiana, en madera seca y troncos muertos, ramas muertas y debajo de la corteza.

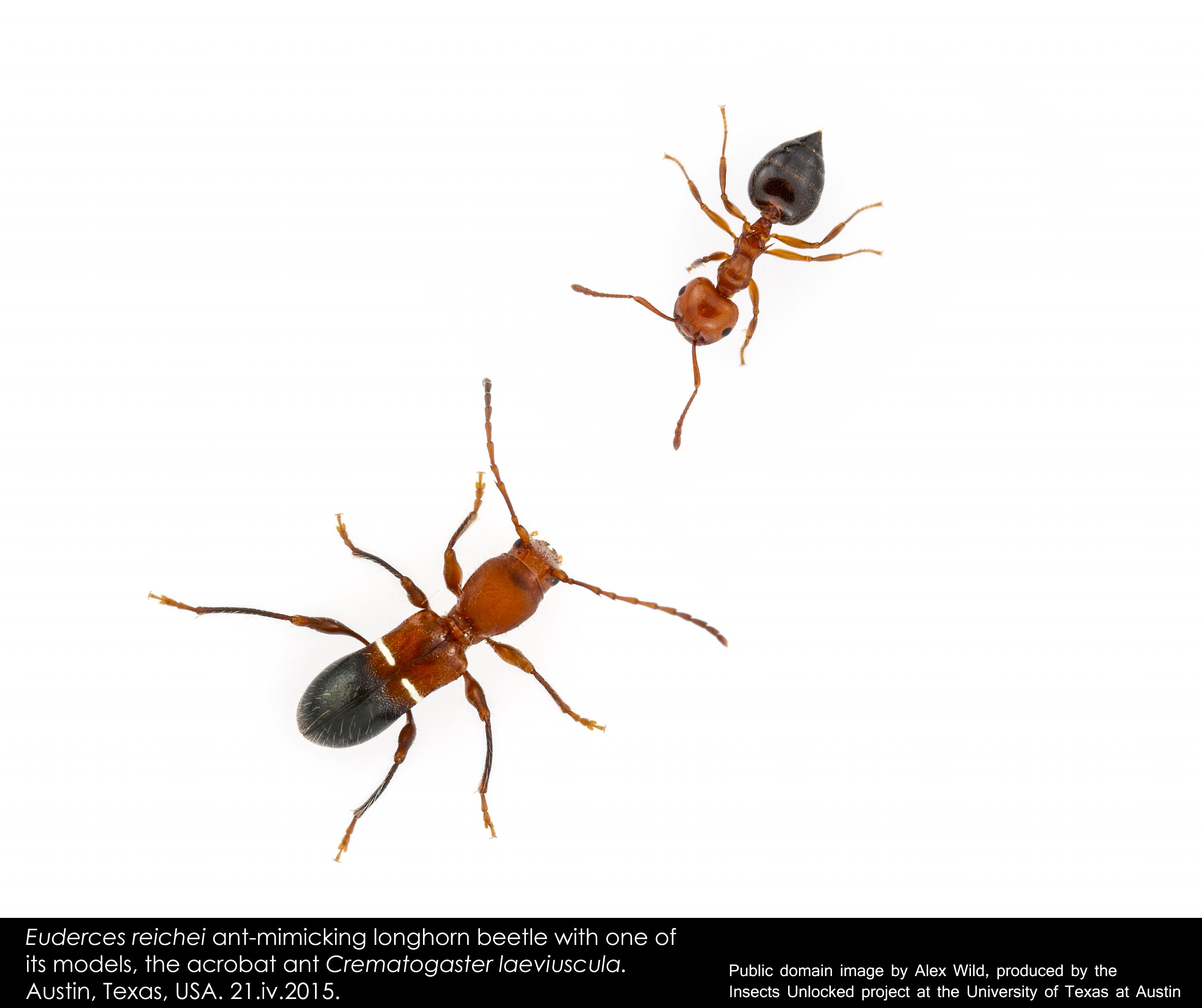
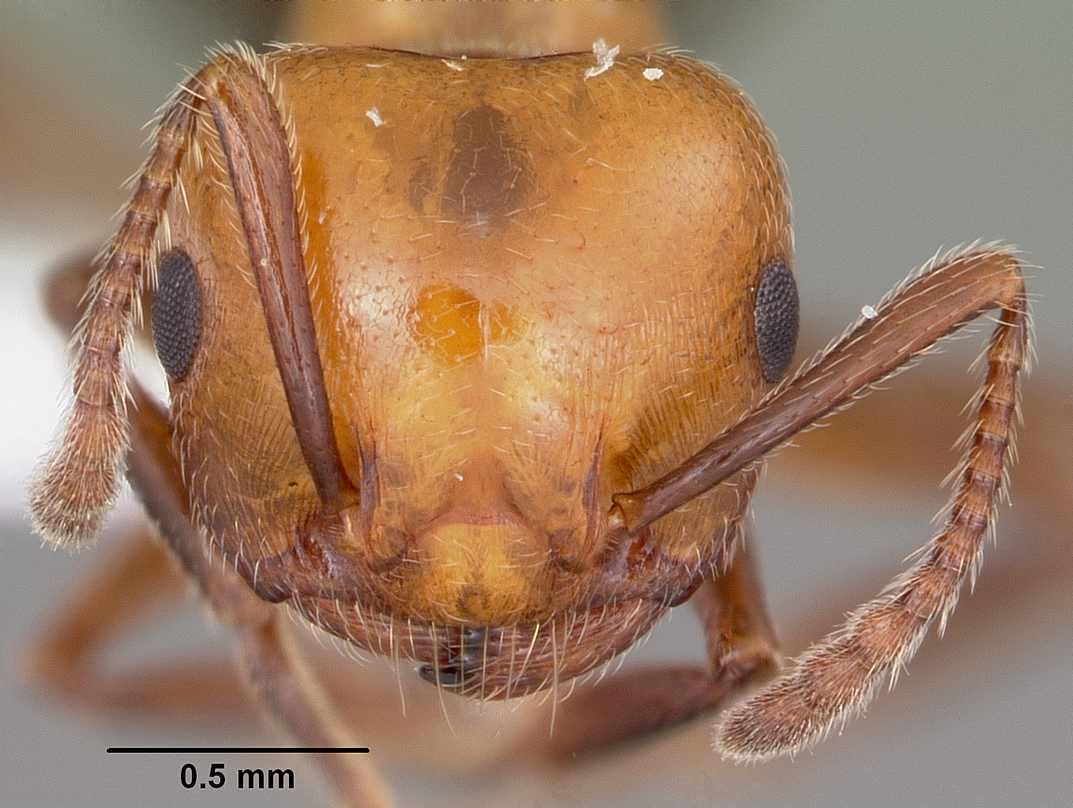
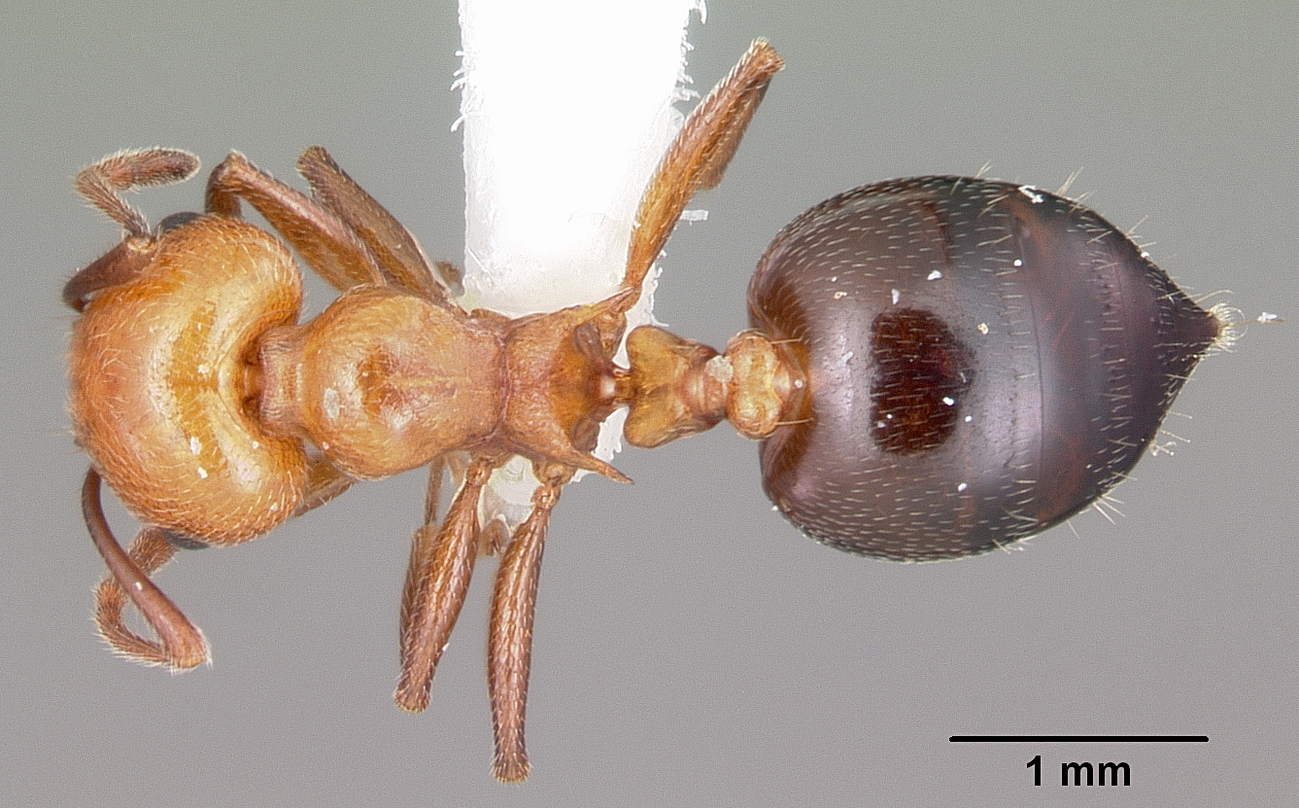